# Lamotte-Warfusée
Lamotte-Warfusée település Franciaországban, Somme megyében. Lakosainak száma 715 fő (2022. január 1.). Lamotte-Warfusée Wiencourt-l’Équipée, Bayonvillers, Cerisy, Le Hamel, Hamelet, Marcelcave, Vaire-sous-Corbie és Villers-Bretonneux községekkel határos.

## Népesség
A település népességének változása:
| Lakosok száma | 698  | 705  | 714  | 703  | 702  | 702  | 706  | 705  | 715  |
|               | 2013 | 2015 | 2016 | 2017 | 2018 | 2019 | 2020 | 2021 | 2022 |